# Flodvibe
Flodvibe (Vanellus duvaucelii) er en brokfugl, der lever i det sydlige Asien.